# Lowndesville
Lowndesville är en liten stad ("town") i Abbeville County i den amerikanska delstaten South Carolina med en yta av 2 km² och en folkmängd, som uppgår till 166 invånare (2000).